# La Jeune Fille bien élevée
La Jeune Fille bien élevée est un roman français de René Boylesve, paru en 1909.
Le livre évoque l'histoire d'une jeune femme dont le vie monotone n'est que brièvement ponctuée par une histoire d'amour. Elle finit par faire un mariage de convenance, puisqu'elle est « une jeune fille bien élevée ».
Le récit se poursuit dans le roman Madeleine jeune femme.

## Résumé

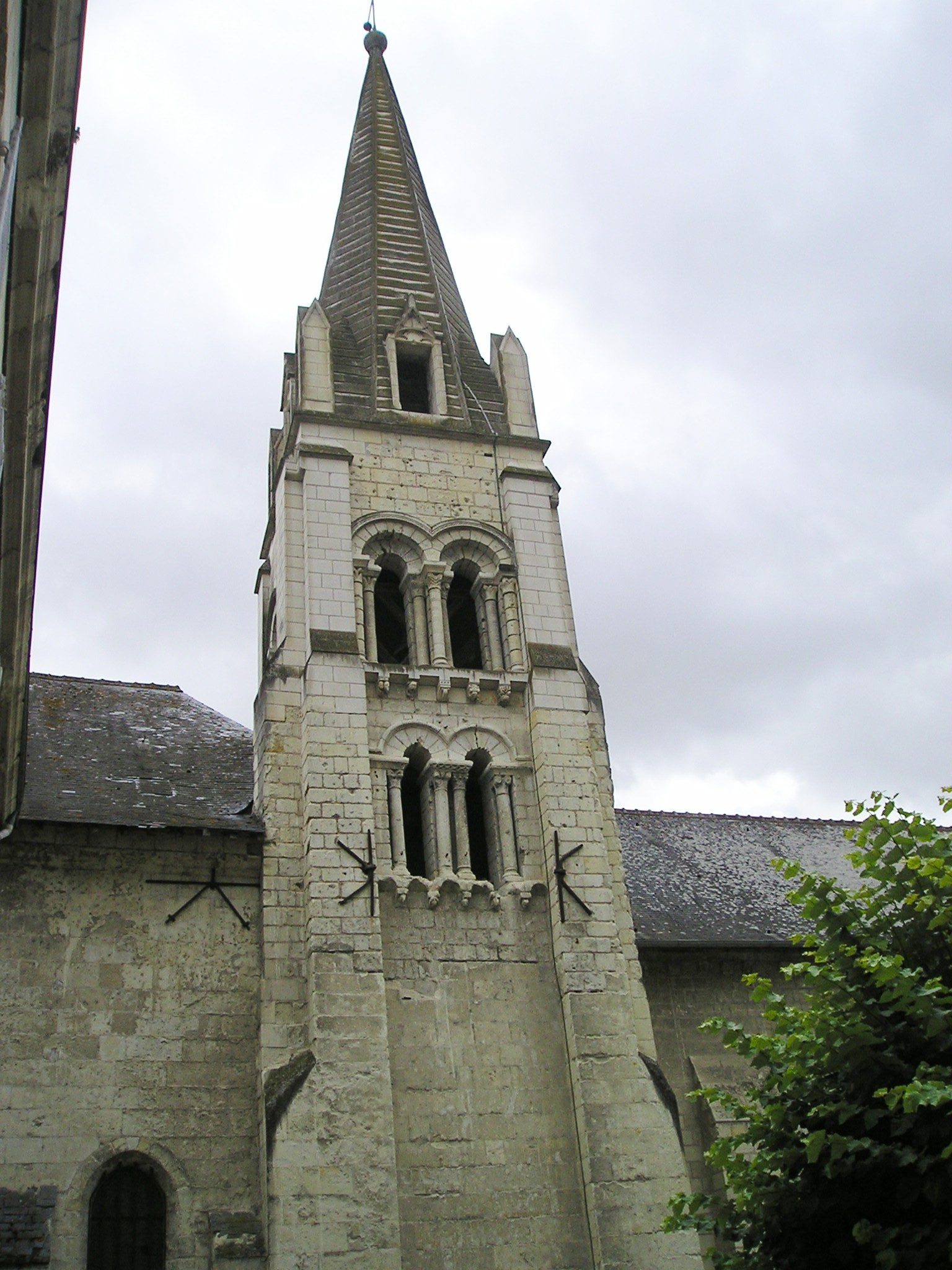
Église Saint-Maurice de Chinon.

La famille de Madeleine Doré est contrainte, pour des raisons financières, de louer la belle maison qu'elle possède à Chinon pour venir habiter chez les Coëffeteau, grands-parents maternels de Madeleine qui n'est alors qu'une jeune enfant. Quelque temps plus tard, Madeleine est mise en pension à l'institution du Sacré-Cœur de Marmoutier, à Tours. Elle y est une élève moyenne, mais ses professeurs apprécient son caractère docile et ses bonnes manières. C'est également ce qui séduit sa grand-mère, personnage autoritaire aux idées bien arrêtées.
Cette vie bien réglée, que seule vient distraire la passion du piano, enseigné par Monsieur Topfer, est bouleversée lorsque, toute jeune femme, Madeleine tombe amoureuse de René Chambrun, mais le jeune homme ignore ces sentiments et se marie de son côté. Madeleine, fille à marier sans dot en raison des difficultés financières de sa famille, voit les partis qui s'offraient à elle renoncer l'un après l'autre pour cette contrainte matérielle. Achille Serpe, un architecte, la demande pourtant en mariage pour la seule raison qu'elle est « une jeune fille bien élevée ». Convaincue de sceller une union de convention qui risque de s'avérer malheureuse, Madeleine fond en larmes lors de la cérémonie à l'église Saint-Maurice. Elle se doit pourtant d'accepter cette union par fidélité à ses principes et à l'éducation qu'elle a reçue, mais aussi, plus secrètement, pour ne pas rester « vieille fille ».

## Personnages principaux
- Madeleine Doré ;
- Grand-mère Coëffeteau ;
- Monsieur Topfer ;
- René Chambrun ;
- Achille Serpe.

## Analyse de l'œuvre
Ce roman est l'une des rares œuvres que Boylesve ait écrit à la première personne du féminin, se substituant à son héroïne. L'auteur nie s'être inspiré, pour ce personnage principal, de personnes réelles bien que sa sœur Marie ait dit se reconnaître dans certains traits de Madeleine.
Boylesve reconnaît qu'il a prêté à Madeleine une éducation qui la prédispose, par respect des convenances, à un mariage sans amour.

## Éditions
- La Jeune Fille bien élevée (ill. René-Xavier Prinet), Paris, Arthème Fayard, coll. « Les inédits de Modern-Bibliothèque », 1909, 190 p. (lire en ligne) (imprimée le 15 mai 1909)
- La Jeune Fille bien élevée, Paris, Floury, 1909, 291 p. (lire en ligne) (tirage de luxe à 1100 ex. imprimé simultanément le 18 mai 1909)
- La Jeune FIlle bien élevée, Paris, Calmann-Lévy, 1912, 312 pp.
- La Jeune Fille bien élevée (ill. Louis Moreau), Paris, Calmann-Lévy, coll. « Le Livre de demain », 1930, 126 p.
- La Jeune Fille bien élevée (préf. Jean-José Marchand), Paris, Calmann-Lévy, 1994, 314 p. (ISBN 978-2-7021-4520-3, lire en ligne)

## Pour en savoir plus